# Una ignota compagnia
Una ignota compagnia è un romanzo di Giulio Angioni, pubblicato nel 1992 da Feltrinelli.

## Trama
Storia di questi nostri tempi, sebbene ambientata in una Milano degli anni '80 del Novecento, è storia di molti tempi e luoghi di genti migranti. Due giovani, un bianco e un nero, si imbattono a Milano l'uno nell'altro: si conoscono, sperano e disperano in compagnia di lavoro e tempo libero, intrecciano lavoro e amicizia, donne, preoccupazioni, delusioni, speranze. Nella metropoli ignota è tuttavia il nero che finisce per essere guida al bianco, un sardo che a Milano vorrebbe continuare i suoi studi. Sul lavoro essi sono i soli maschi in un laboratorio di indumenti "intimo donna", affollato e stipato da una cinquantina di giovani donne di vari luoghi d'Italia e del mondo, le donne a cucire e i due maschi a tagliare per una grossa griffe, con a capo l'Avvoltoio, che non piace a Warui e viceversa, così come dispiace al sardo Tore. Un brutto giorno un incidente cruento tra il nero e l'Avvoltoio aggrava e cambia le cose. E anche il racconto rischia di farsi nero.

## Edizioni
- Giulio Angioni, Una ignota compagnia, Feltrinelli, 1992,  p. 172, ISBN 88-07-01437-8.
- Giulio Angioni, Una ignota compagnia, L'Unione sarda, 2004,  p. 233, 9 771128 685011.
- Giulio Angioni, Una ignota compagnia, Il Maestrale, 2006,  p. 270, ISBN 88-89801-18-2.
- Giulio Angioni, Una ignota compagnia, Ebook, IPUB, Il Maestrale, 2012,  p. 252, ISBN 978-88-389-2994-6.